# Waldstetten, Bayern
Waldstetten är en köping (Markt) i Landkreis Günzburg i Regierungsbezirk Schwaben i förbundslandet Bayern i Tyskland.
Köpingen ingår i kommunalförbundet Ichenhausen tillsammans med staden Ichenhausen och kommunen Ellzee.